# Diocesi di Socorro e San Gil

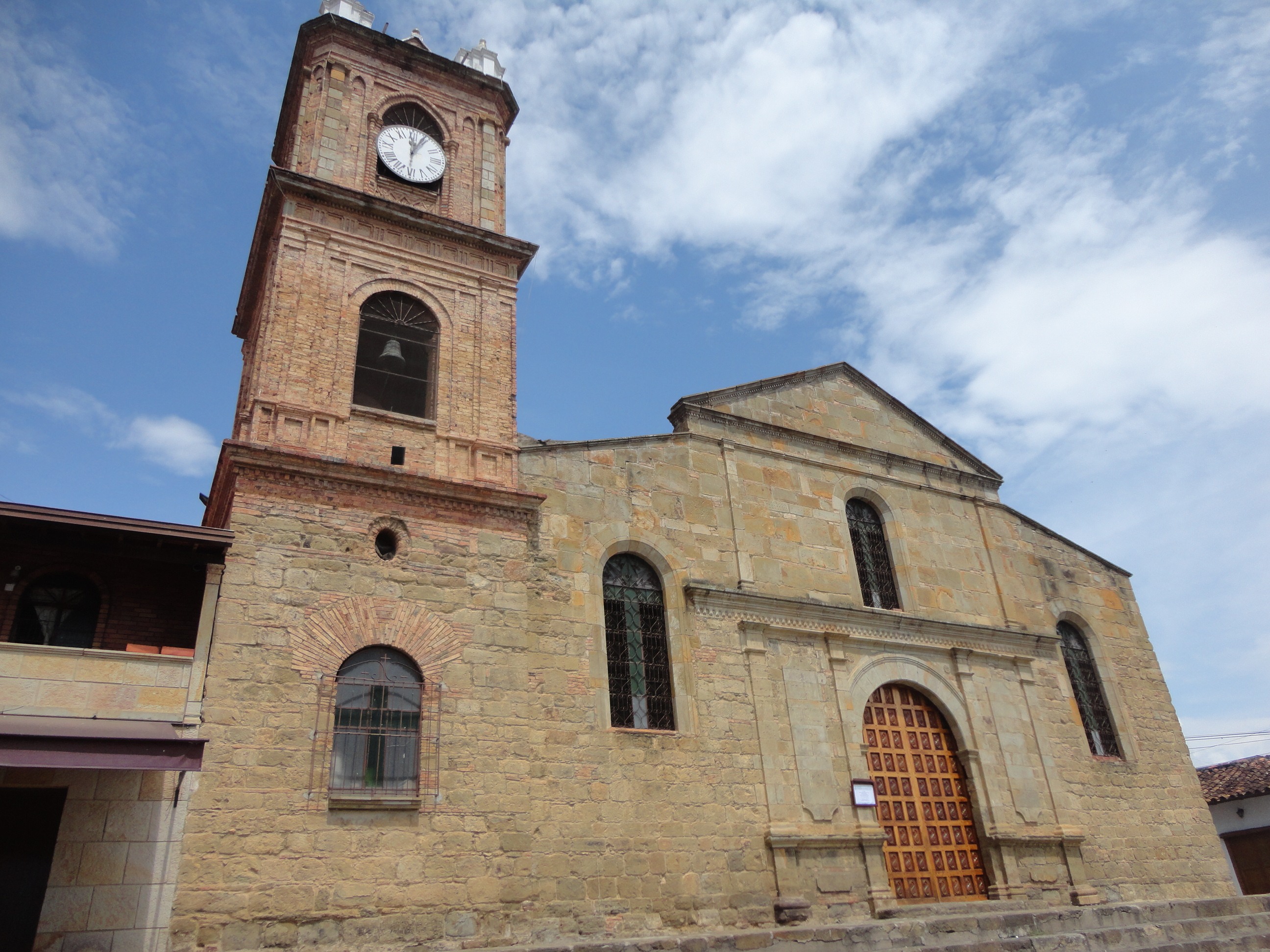
La concattedrale di Nostra Signora del Soccorso a Socorro.

La diocesi di Socorro e San Gil (in latino: Dioecesis Succursensis et Sancti Aegidii) è una sede della Chiesa cattolica in Colombia suffraganea dell'arcidiocesi di Bucaramanga. Nel 2022 contava 226.635 battezzati su 240.322 abitanti. È retta dal vescovo Luis Augusto Campos Flórez.

## Territorio
La diocesi comprende 33 comuni nel dipartimento colombiano di Santander: Aratoca, Barichara, Cabrera, Charalá, Chima, Confines, Contratación, Coromoro, Curití, Encino, Galán, Gámbita, El Guacamayo (eccetto il distretto di Santa Rita del Opón che appartiene alla diocesi di Vélez), Guadalupe, Guapotá, Hato, Jordán, Mogotes, Ocamonte, Oiba, Onzaga, Palmar, Palmas del Socorro, Páramo, Pinchote, San Gil, San Joaquín, Simacota, Socorro, Suaita, Valle de San José, Villanueva, Zapatoca.
Sede vescovile è la città di San Gil, dove si trova la cattedrale della Santa Croce. A Socorro si erge la concattedrale e basilica minore di Nostra Signora del Soccorso.
Il territorio si estende su una superficie di 6.734 km² ed è suddiviso in 53 parrocchie.

## Storia
La diocesi di Socorro fu eretta il 20 marzo 1895 con il decreto Iamdudum di papa Leone XIII, ricavandone il territorio dalla diocesi di Tunja (oggi arcidiocesi). Originariamente era suffraganea dell'arcidiocesi di Bogotà.
Il 19 gennaio 1928 in forza della bolla Apostolici officii di papa Pio XI la sede è stata trasferita a San Gil e la diocesi ha assunto il nome attuale.
Il 2 aprile dello stesso anno ha ceduto una porzione del suo territorio a vantaggio dell'erezione della prefettura apostolica di Río Magdalena (oggi diocesi di Barrancabermeja).
Il 29 maggio 1956 divenne suffraganea dell'arcidiocesi di Nueva Pamplona.
Il 27 ottobre 1962 ha ceduto ancora una porzione di territorio a vantaggio della diocesi di Barrancabermeja.
Il 14 dicembre 1974 è entrata a far parte della provincia ecclesiastica dell'arcidiocesi di Bucaramanga.
Il 14 maggio 2003 ha ceduto un'altra porzione di territorio a vantaggio dell'erezione della diocesi di Vélez.

## Cronotassi dei vescovi
Si omettono i periodi di sede vacante non superiori ai 2 anni o non storicamente accertati.
- Evaristo Blanco † (19 aprile 1897 - 27 marzo 1909 nominato vescovo di Nueva Pamplona)
- Francisco Cristóbal Toro † (18 ottobre 1910 - 16 dicembre 1913 nominato vescovo di Santa Marta)
- Antonio Vicente Arenas y Rueda † (28 maggio 1914 - 12 luglio 1922 deceduto)
- Leonidas Medina † (7 marzo 1923 - 19 luglio 1947 dimesso[1])
- Ángel María Ocampo Berrio, S.I. † (19 luglio 1947 succeduto - 6 dicembre 1950 nominato vescovo di Tunja)
- Aníbal Muñoz Duque † (8 aprile 1951 - 18 dicembre 1952 nominato vescovo di Bucaramanga)
- Pedro José Rivera Mejía † (20 febbraio 1953 - 25 ottobre 1975 dimesso)
- Ciro Alfonso Gómez Serrano † (25 ottobre 1975 succeduto - 19 gennaio 1980 deceduto)
- Víctor Manuel López Forero † (6 dicembre 1980 - 7 giugno 1985 nominato ordinario militare in Colombia)
- Jorge Leonardo Gómez Serna, O.P. (6 marzo 1986 - 3 novembre 2001 nominato vescovo di Magangué)
- Ismael Rueda Sierra (27 giugno 2003 - 13 febbraio 2009 nominato arcivescovo di Bucaramanga)
- Carlos Germán Mesa Ruiz (2 febbraio 2010 - 12 dicembre 2019 ritirato)
- Luis Augusto Campos Flórez, dal 12 dicembre 2019

## Statistiche
La diocesi nel 2022 su una popolazione di 240.322 persone contava 226.635 battezzati, corrispondenti al 94,3% del totale.
| anno | popolazione | popolazione | popolazione | presbiteri | presbiteri | presbiteri | presbiteri                | diaconi | religiosi | religiosi | parrocchie |
| anno | battezzati  | totale      | %           | numero     | secolari   | regolari   | battezzati per presbitero | diaconi | uomini    | donne     | parrocchie |
| ---- | ----------- | ----------- | ----------- | ---------- | ---------- | ---------- | ------------------------- | ------- | --------- | --------- | ---------- |
| 1950 | 345.406     | 345.546     | 100,0       | 85         | 60         | 25         | 4.063                     |         | 47        | 209       | 50         |
| 1966 | 418.748     | 424.159     | 98,7        | 101        | 78         | 23         | 4.146                     |         | 23        | 215       | 60         |
| 1970 | 402.000     | 410.000     | 98,0        | 106        | 93         | 13         | 3.792                     |         | 19        | 318       | 59         |
| 1976 | 300.000     | 390.000     | 76,9        | 91         | 85         | 6          | 3.296                     |         | 8         | 352       | 64         |
| 1980 | 460.500     | 462.600     | 99,5        | 89         | 82         | 7          | 5.174                     |         | 9         | 260       | 64         |
| 1990 | 397.000     | 407.000     | 97,5        | 106        | 94         | 12         | 3.745                     |         | 14        | 309       | 69         |
| 1999 | 429.350     | 445.700     | 96,3        | 135        | 127        | 8          | 3.180                     |         | 16        | 257       | 73         |
| 2000 | 429.350     | 445.700     | 96,3        | 138        | 130        | 8          | 3.111                     |         | 16        | 257       | 73         |
| 2001 | 429.350     | 445.700     | 96,3        | 141        | 133        | 8          | 3.045                     |         | 16        | 257       | 73         |
| 2002 | 426.279     | 439.479     | 97,0        | 144        | 138        | 6          | 2.960                     |         | 13        | 219       | 73         |
| 2003 | 255.217     | 255.677     | 99,8        | 114        | 110        | 4          | 2.238                     |         | 11        | 168       | 46         |
| 2004 | 246.749     | 254.381     | 97,0        | 91         | 87         | 4          | 2.711                     |         | 7         | 164       | 46         |
| 2010 | 264.000     | 274.000     | 96,4        | 108        | 103        | 5          | 2.444                     |         | 6         | 117       | 47         |
| 2014 | 246.198     | 286.600     | 85,9        | 100        | 95         | 5          | 2.461                     |         | 5         | 122       | 51         |
| 2017 | 285.360     | 296.400     | 96,3        | 106        | 100        | 6          | 2.692                     | 1       | 6         | 115       | 53         |
| 2020 | 227.970     | 240.322     | 94,9        | 118        | 112        | 6          | 1.931                     | 1       | 7         | 63        | 53         |
| 2022 | 226.635     | 240.322     | 94,3        | 122        | 115        | 7          | 1.857                     | 2       | 8         | 78        | 53         |